# Maison Von Bock
La Maison Von Bock est située au numéro 16 de la rue de l'Université à Tartu en Estonie.
Elle se situe dans la même rue que l'Université de Tartu à laquelle elle appartient aujourd'hui. Le bâtiment, œuvre de style néo-classique de l'architecte Johann Heinrich Bartholomäus Walther est un des symboles de la ville universitaire en raison de la peinture murale qui orne le mur sud de l'édifice en face du Parc de la Colline de la Cathédrale.

## Histoire
La construction du bâtiment fut commandité par une certaine Christina Wilcke à la suite du grand incendie de Tartu (alors appelée Dorpat) qui consuma les bâtiments en bois de la ville en 1775. La maison fut dessinée par l'architecte Johann Heinrich Bartholomäus Walther qui réalisa également le nouvel Hôtel de Ville situé non loin et elle fut officiellement terminée en 1780.
Le nom du bâtiment provient du nom de la Famille von Bock, une importante famille de la noblesse allemande de la Baltique dont il existe toujours des descendants aujourd'hui et dont la résidence principal était le Manoir de Saarenhof (estonien : Saare mõis).
La maison fut en effet rachetée par le colonel Magnus Johann von Bock lequel accepta que le bâtiment soit utilisé par l'Université de Tartu que la noblesse allemande souhaitée voir rouvrir. Des travaux furent entrepris afin d'accueillir une bibliothèque, des salles de cours et une salle de débat public et le bâtiment fut adapté en 1783 et 1786.
En 1802, l'université vit ses chartes confirmées par le tsar Alexandre Ier et ses travaux purent reprendre.
M.J. von Bock décéda en 1807 et le bâtiment, déjà utilisé par l'université, fut finalement racheté par celle-ci aux Von Bock en 1839. Il abrita successivement un centre médical, une école vétérinaire et la bibliothèque de la Société Savante Estonienne (ÕES).

## Peinture murale et trompe l’œil

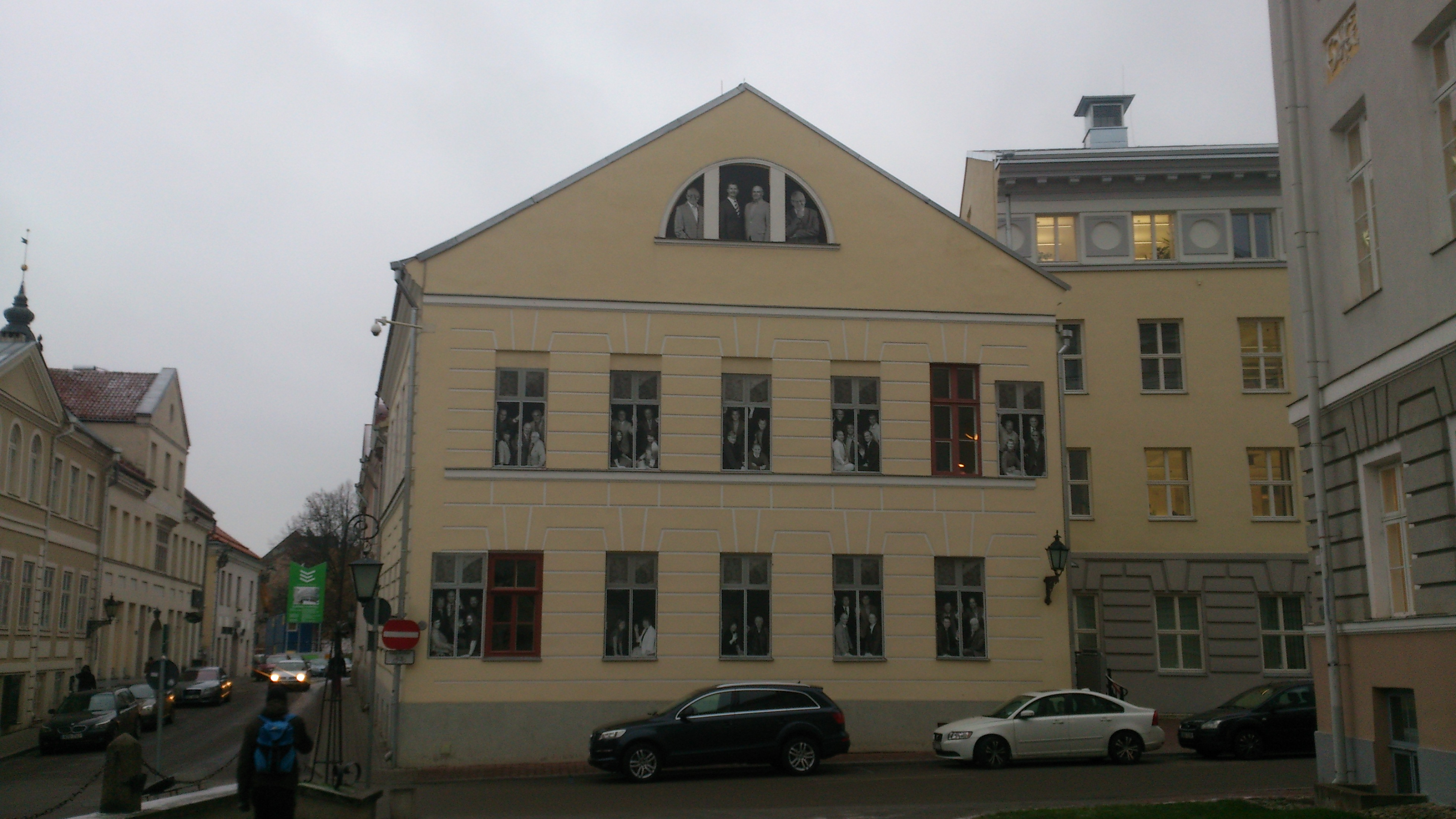
La façade nord de la Maison Von Bock, peinte en jaune clair. Des trompe l’œil anime les fenêtres.

Le bâtiment appartient toujours à l'université. Une rénovation d'envergure d'envergure fut entreprise en 2006 et 2007 sous la direction de l'architecte estonienne Merje Müürisepp.
Müürisepp fit peindre la façade de la maison de deux couleurs différentes (jaune clair et saumon) afin de mettre en valeur les deux structures du bâtiment d'origine.
Sur le mur nord, face au bâtiment principal de l'université, des trompe l’œil ont été installés dans les fenêtres.
La partie sud, peinte en rose foncé, se termine par un mur aveugle en face du Parc de la Colline de la Cathédrale.
Une reproduction d'une lithographie de Louis Höflinger de 1860 fut exécutée sur ce dernier.
Cette peinture murale représente le bâtiment principal de l'Université de Tartu situé plus bas dans la rue de l'université et il est possible de voir à la fois cet édifice et sa reproduction lorsque l'on fait face à la Maison Von Bock.

## Galerie

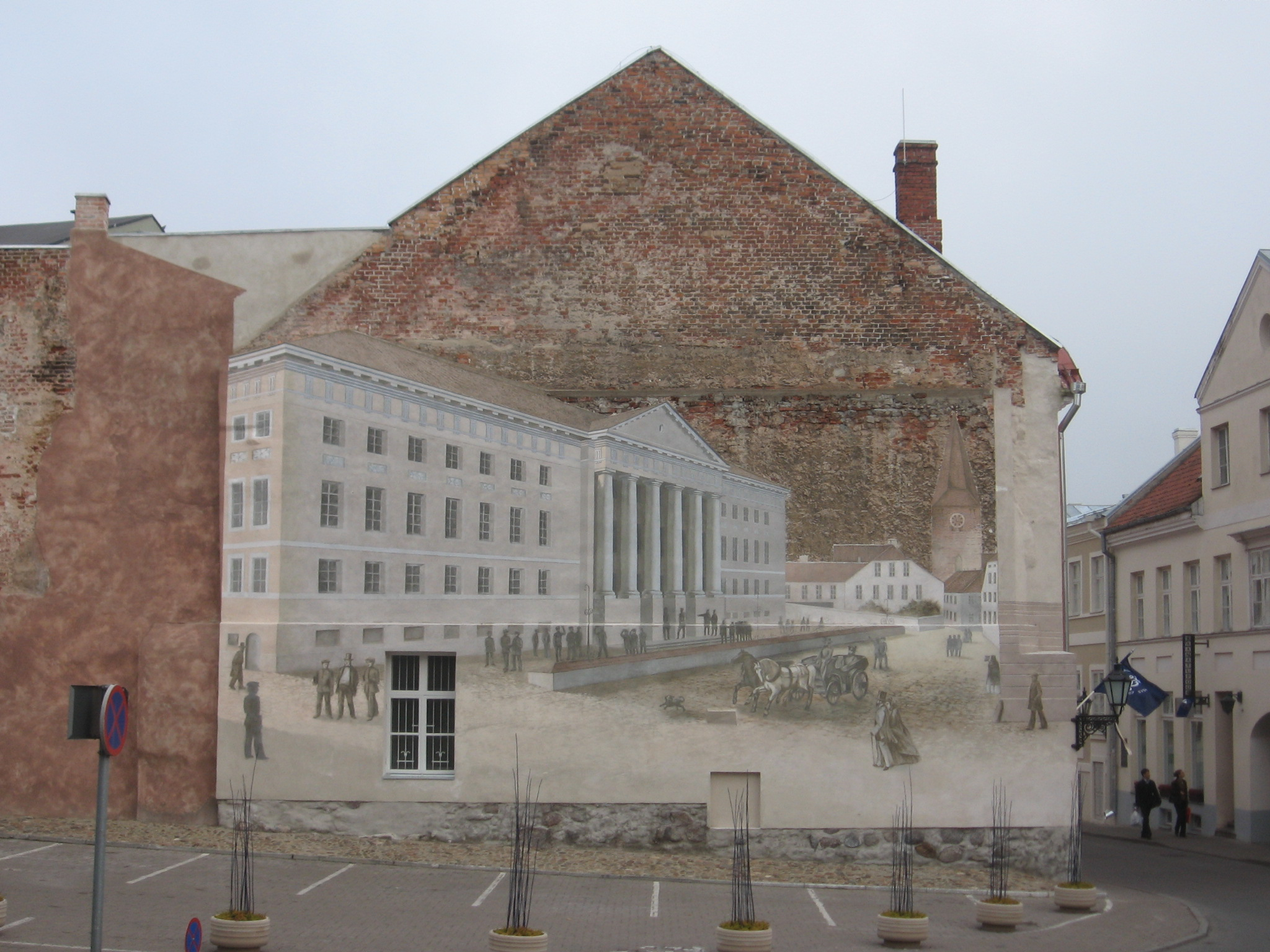
La peinture murale, reproduction d'une lithographie de 1860 par Louis Höflinger
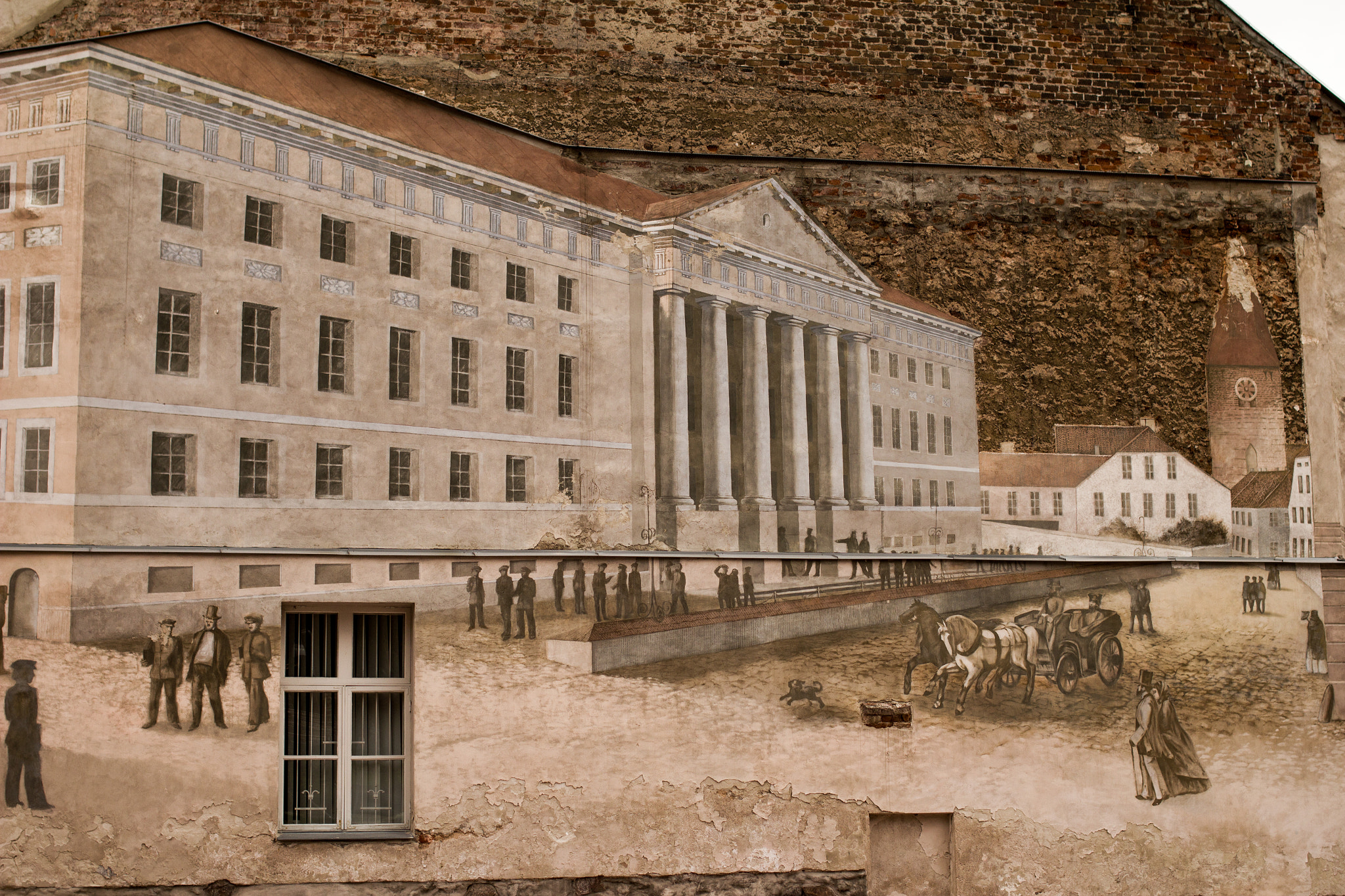
Peinture murale (détail)
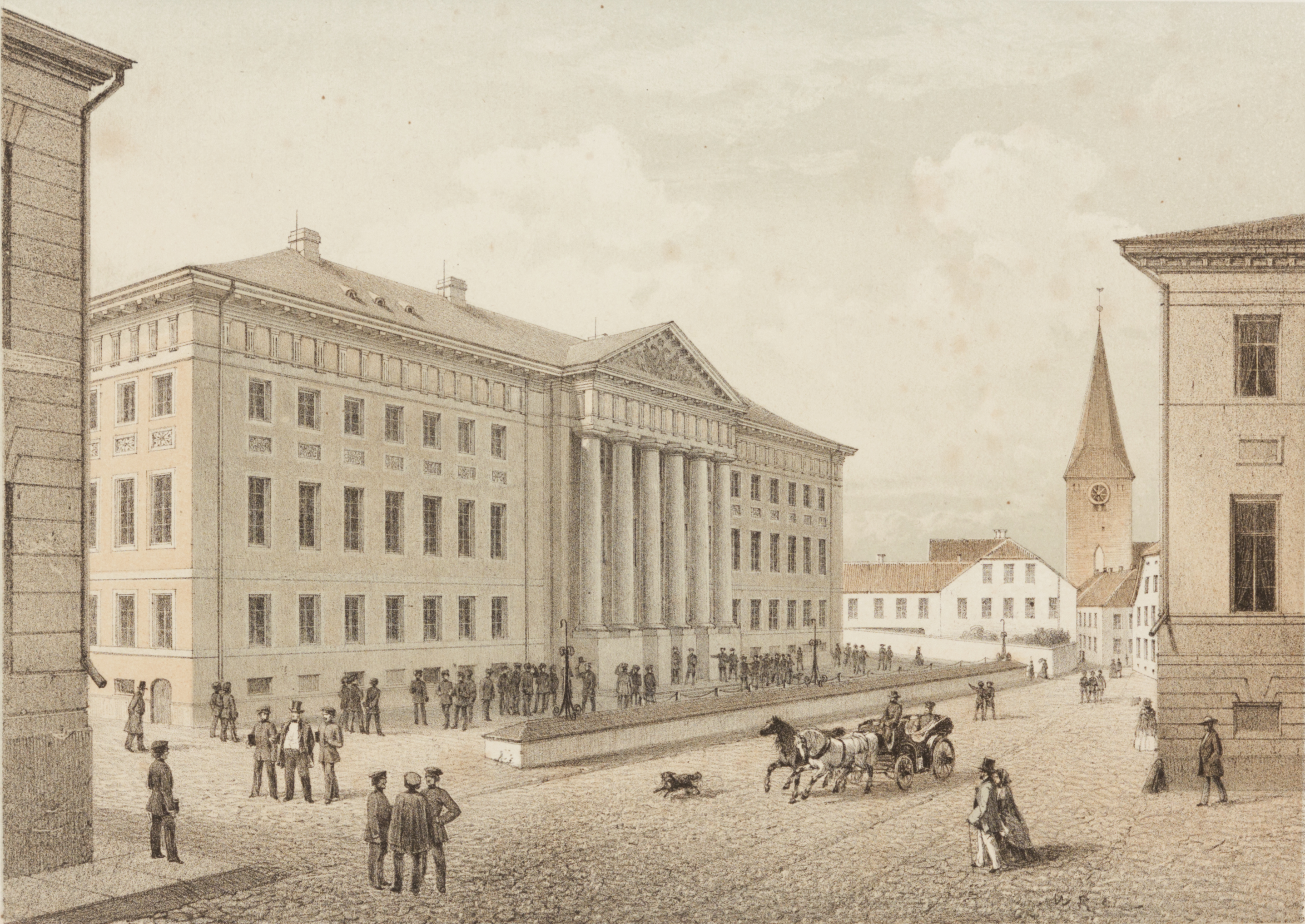
La lithographie originale de 1860 par Louis Höflinger
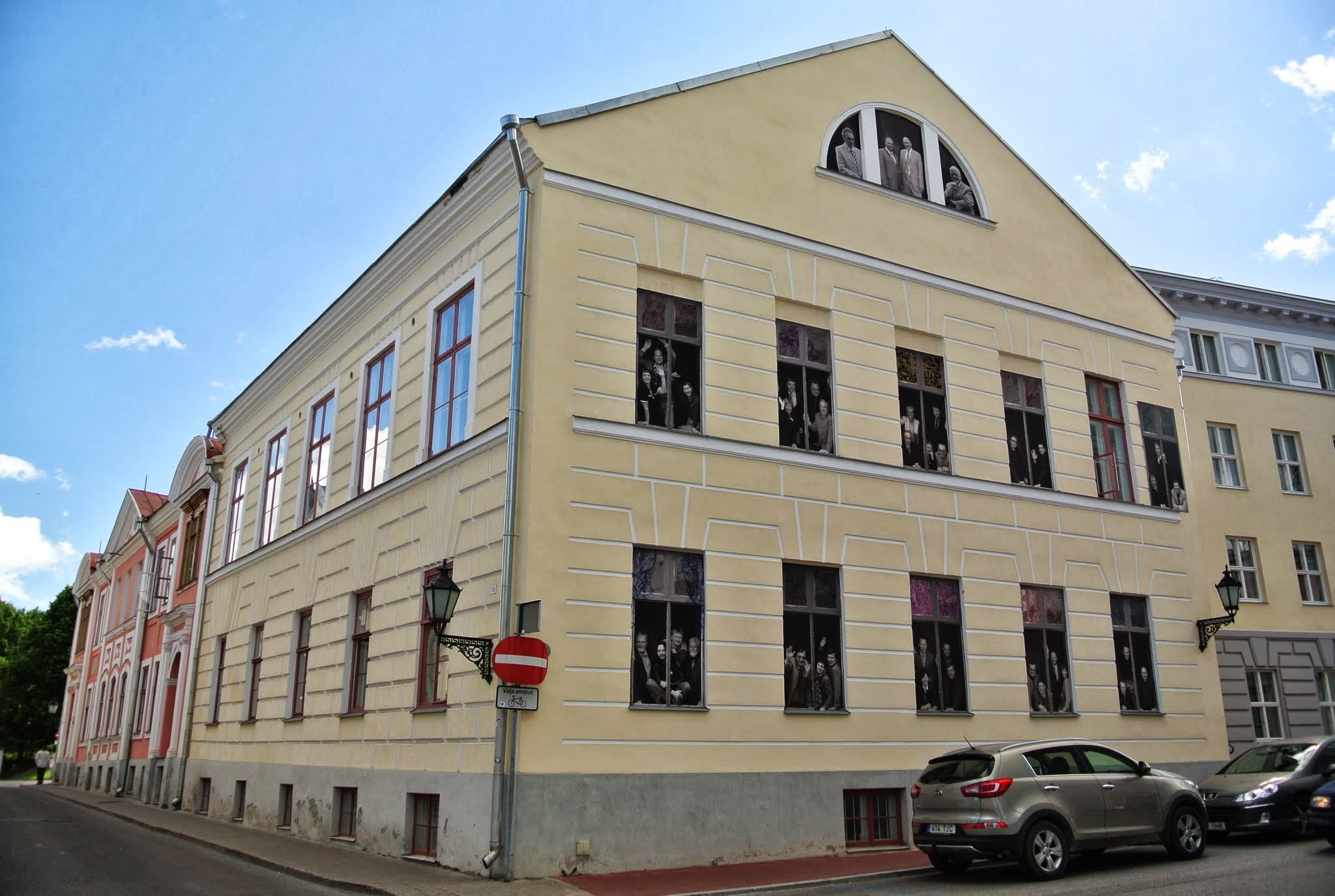
Vue de la Maison Von Bock et de ses deux façades aux couleurs différentes (jaune clair et saumon)
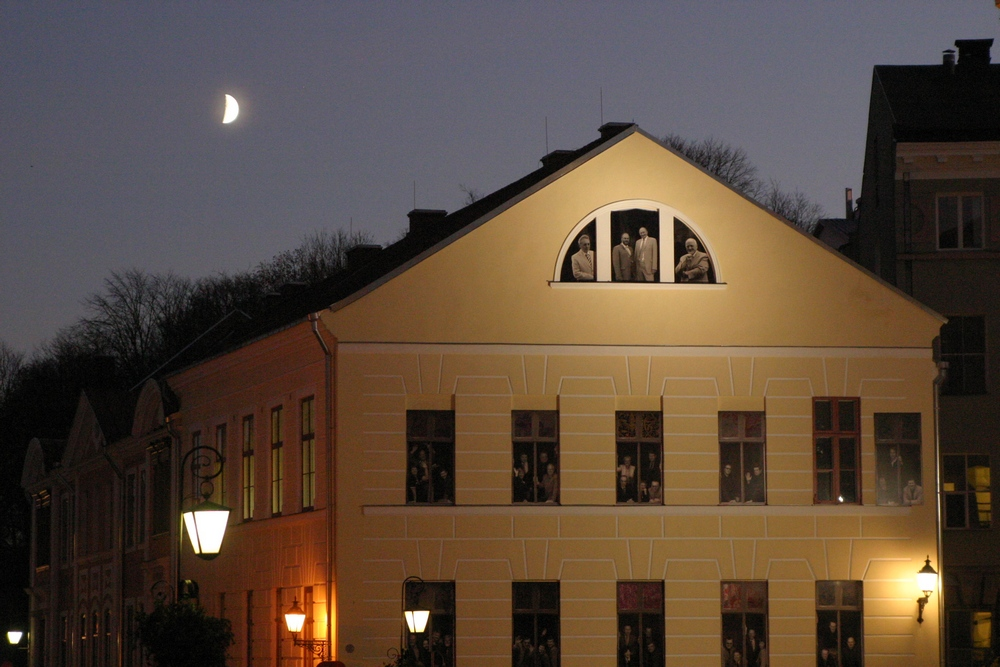
La Maison Von Bock la nuit
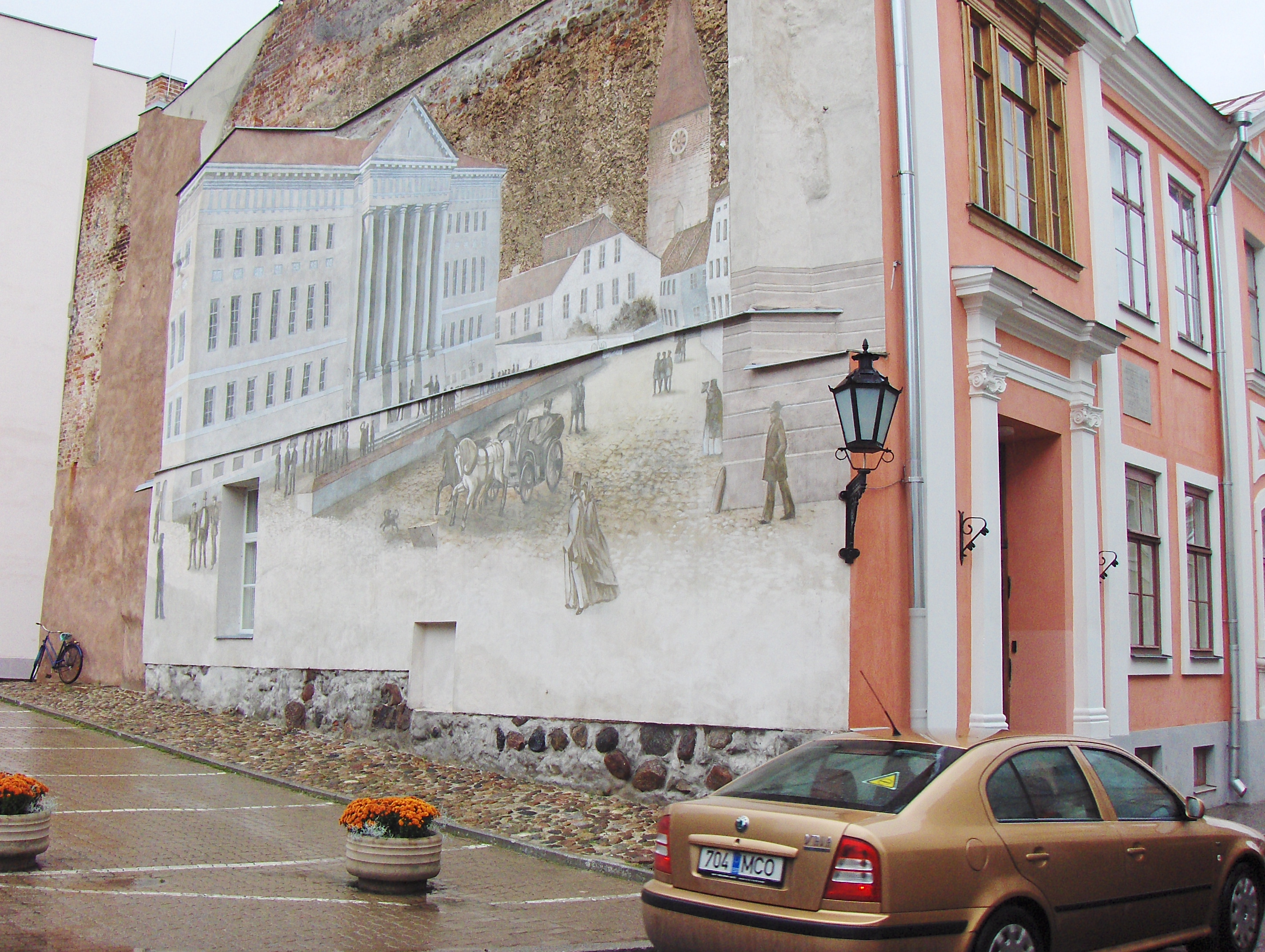
Vue de la peinture murale et de la façade saumon